# František Hrdlička (akademik)
Prof. Ing. František Hrdlička, CSc. (* 1. března 1946, Cheb) je český energetik a akademik. Jeho specializací jsou energetické stroje. Po dvě volební období byl děkanem Fakulty strojní ČVUT v Praze. Je členem řady českých i mezinárodních odborných grémií.

## Životopis
Studoval Střední školu jaderné techniky a během studia pracoval na stavbě jaderné elektrárny v Jaslovských Bohunicích. Nedostal se na Jadernou fakultu ČVUT a studoval tedy obor Energetické stroje na FS ČVUT, tématem jeho diplomové práce byl nadkritický parní kotel. V šedesátých letech na této fakultě působil jako předseda studentské akademické rady. Po dokončení studia na vysoké škole působil sedm let mimo akademickou sféru. Od roku 1976 pak působí na Ústavu energetiky FS ČVUT, v roce 2005 byl pak zvolen jejím děkanem, přičemž v této funkci strávil dvě funkční období. V současnosti je členem Akademického senátu ČVUT a Akademického senátu FS ČVUT.
Je členem řady odborných grémií včetně Grantové agentury ČR, Mezinárodní agentury pro energii, poradního výboru Státního úřadu pro jadernou bezpečnost či vědecké rady Asociace poskytovatelů technických informací. Je členem energetické sekce Hospodářské komory ČR. V roce 2019 se stal jedním ze dvou zástupců akademické sféry v tzv. Uhelné komisi zřízené Vládou ČR.
Je zastáncem budoucího řešení české energetiky založeného na jaderných zdrojích.